# The Police (album)
The Police è una raccolta di successi dell'omonimo gruppo musicale britannico The Police, pubblicato il 5 giugno 2007 in occasione del reunion tour. Contiene 28 tracce divise in due dischi. L'edizione internazionale contiene due tracce non incluse nell'edizione statunitense, The Bed's Too Big Without You (da Reggatta de Blanc) e Rehumanize Yourself (da Ghost in the Machine).
L'album ha debuttato all'undicesima posizione nella classifica statunitense Billboard 200, vendendo circa 58 000 copie nella prima settimana. All'11 luglio, l'album aveva venduto 180 558 copie; tuttavia, secondo la RIAA gli album con minutaggio superiore ai 100 minuti contano doppio; quindi il totale di vendite raddoppierebbe a 361.116.
L'album ha raggiunto la seconda posizione anche in Irlanda, la terza nel Regno Unito, la quarta in Nuova Zelanda, la quinta in Olanda, la sesta in Danimarca e l'ottava in Norvegia.

## Tracce
Tutte le canzoni sono scritte da Sting, eccetto dove indicato.

### Disco 1
1. Fall Out – 2:03 (Copeland)
2. Can't Stand Losing You – 2:58
3. Next to You – 2:50
4. Roxanne – 3:12
5. Truth Hits Everybody – 2:55
6. Hole in My Life – 4:49
7. So Lonely – 4:49
8. Message in a Bottle – 4:49
9. Reggatta de Blanc – 3:14 (Copeland, Sting, Summers)
10. Bring on the Night – 4:16
11. Walking on the Moon – 4:59
12. The Bed's Too Big Without You – 4:25 *
13. Don't Stand So Close to Me – 4:03
14. Driven to Tears – 3:21
15. Canary in a Coalmine – 2:27

### Disco 2
1. De Do Do Do, De Da Da Da – 4:10
2. Voices Inside My Head – 3:53
3. Invisible Sun – 3:44
4. Every Little Thing She Does Is Magic – 4:20
5. Spirits in the Material World – 2:58
6. Demolition Man – 5:55
7. Rehumanize Yourself - 3:10 (Copeland, Sting) *
8. Every Breath You Take – 4:14
9. Synchronicity I – 3:22
10. Wrapped Around Your Finger – 5:13
11. Walking in Your Footsteps – 3:36
12. Synchronicity II – 5:05
13. King of Pain – 4:59
14. Murder By Numbers – 4:33 (Sting, Summers)
15. Tea in the Sahara – 4:19

* Non inclusa nell'edizione USA.

## Formazione
- Sting – voce, basso, pianoforte, tastiere, fiati
- Andy Summers – chitarra elettrica, guitar synth, cori (tranne traccia: 1)
- Stewart Copeland – batteria, percussioni
- Henry Padovani – chitarra elettrica (traccia: 1)